# Roberto Di Matteo
Roberto Di Matteo (født 29. maj 1970) er en italiensk tidligere fodboldspiller, og træner for den engelske Premier League fodboldklub Chelsea. Roberto Di Matteo overtog jobbet som cheftræner i marts 2012 efter den tidligere manager, Andre Villas-Boas, blev fyret af klubejer Roman Abramovitj.
Den 21. november 2012 måtte  Matteo forlade Chelsea efter et nederlag på  0-3 mod Juventus i Champions League-gruppespilskampen den 20. november. Han blev siden hen ansat som træner for Aston Villa efter deres nedrykning til Championship. Efter blot én sejr i 12 kampe blev Di Matteo fyret d. 3. oktober 2016. I 2015-16 var Di Matteo træner for Schalke 04 som han førte til en sjetteplads der gav adgang til Champions League kvalifikationen.